# دشت سنگ‌فرشی

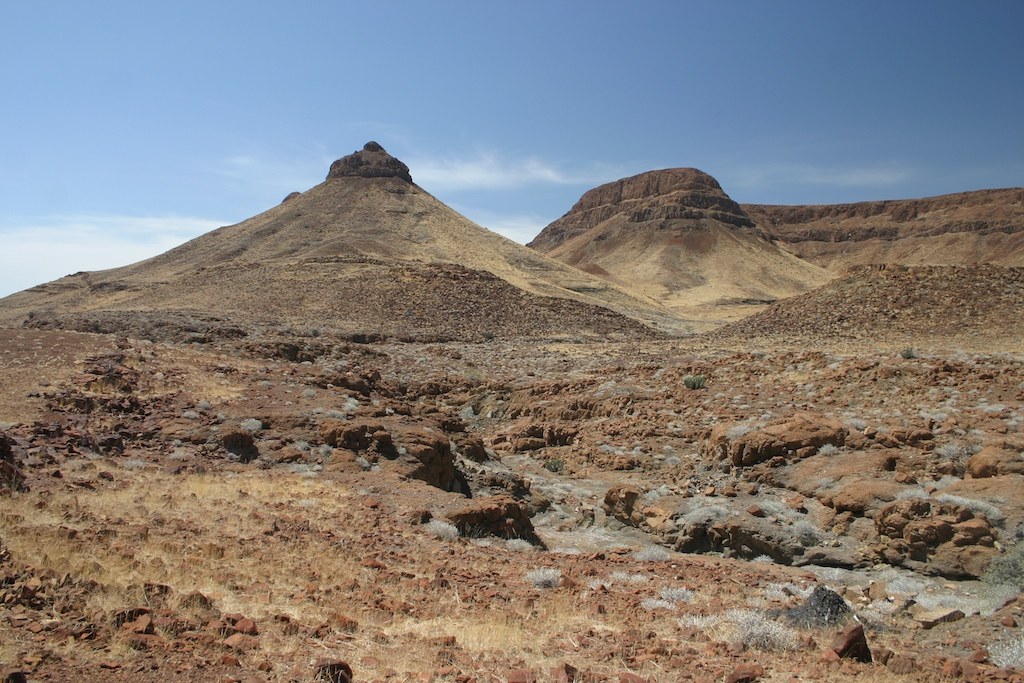
نمایی از پرتگاه و پدیپلین در نامیبیا. بخش هموار پیش‌زمینه عکس نشان‌دهنده مراحل آغازین پدیپلین است.

دشت سنگ‌فرشی یا پدیپلین (انگلیسی: Pediplain)، در علوم زمین‌شناسی و ژئومورفولوژی به دشت‌های گسترده‌ای گفته می‌شود که از به‌هم پیوستن پدیمنت‌ها (دشت‌سر) تشکیل می‌شود. فرایندی که طی آن پدیپلین تشکیل می‌شود را تشکیل دشت سنگ‌فرشی (pediplanation) می‌نامند. مفاهیم دشت سنگ‌فرشی و تشکیل دشت سنگ‌فرشی نخستین بار توسط زمین‌شناسی به نام لستر چارلز کینگ در سال ۱۹۴۲ ارائه شد.
دشت‌سر‌های متصل به پدیپلین‌ها ممکن است دارای شیب ملایم مقعر (کاو) باشند. دشت سنگ‌فرشی (پدیپلین) با مفهوم دشتگون (پنه‌پلین) که توسط ویلیام موریس دیویس ارائه شد از نظر چگونگی تشکیل و تاریخچه و در نتیجه شکل نهایی متفاوت است. مهم‌ترین تفاوت قابل ذکر این دو عارضه این است که در دشتگون‌ها تپه‌های باقی‌مانده دارای شیب ملایم‌تری هستند، در حالی که شیب دشت سنگ‌فرشی برابر با شیب مراحل آغازین فرسایش در فرایند منتهی به تشکیل دشت سنگ‌فرشی است.